# 메주

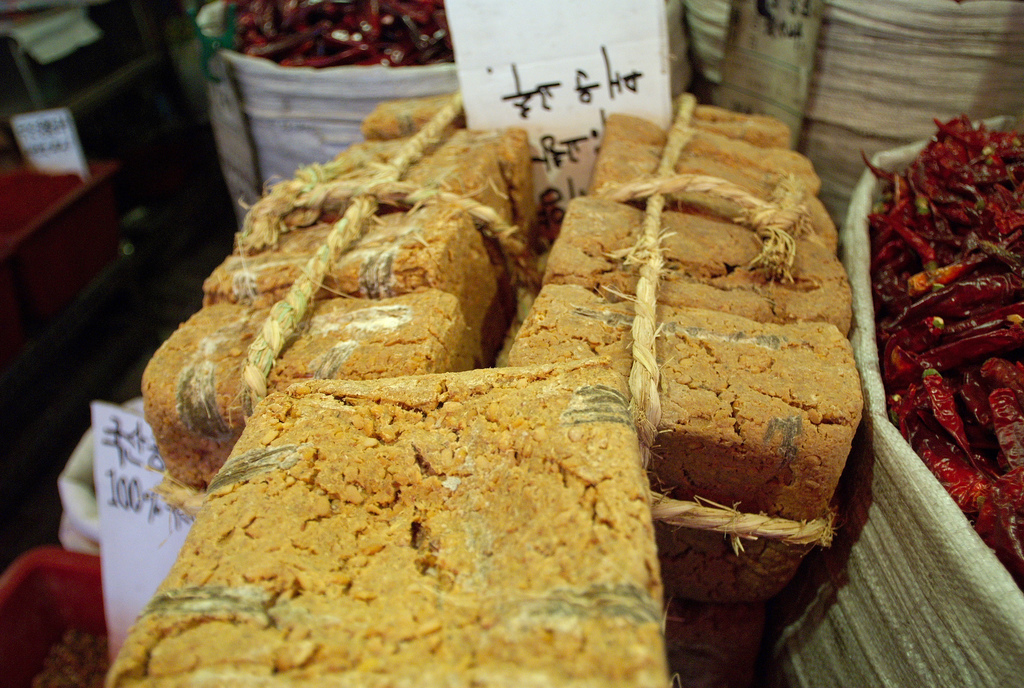

메주(영어: meju, brick of dried fermented soybeans) 또는 말장은 콩을 삶아 절구에 찧은 다음 뭉쳐서 덩이를 만들어 발효·숙성시키기 위해 말린 것이다. 콩 외에 다른 곡물을 일부 섞기도 한다. 메주 자체로는 음식을 만들어 먹지 않고 된장이나 간장, 고추장과 같은 장을 담그는 기본적인 재료로 이용한다. 어떤 장을 만드냐에 따라서 제조법이 약간씩 달라진다. 메주는 익힌 콩을 으깨고, 반죽하고, 모양을 내어 만들며, 누룩곰팡이나 고초균으로 발효된다.

## 어원
메주라는 단어는 1527년 『무자수련문자집』에 기록된 대로 중세 한국어 "몌조"에서 파생되었으며, 이는 "며주"에서 파생되었다. 한자를 사용하여 기록된 초기 표기에는 송나라 학자가 쓴 12세기 한국에 관한 책인 계림유사에 기록된 "밀저"(蜜沮)가 있다.

## 역사
콩을 발효시키는 풍습은 삼국시대(기원전 57년~서기 668년) 이전부터 시작된 것으로 추정된다.
3세기에 편찬된 중국의 역사서인 『삼국지』의 위서(魏書) 동이라는 제목의 섹션에서에는 “고구려 사람들은 콩을 발효시키는 데 능숙하다”고 적혀 있다. 간장을 담그는 데 사용하는 장독은 4세기 고구려 안악 3호분 벽화에 등장한다.
『삼국사기』에는 메주가 683년 2월 신문왕이 바친 혼인선물 중 하나로 기록되어 있다. 『대한사』에 따르면 당신서를 인용하면 메주도 발해 책성지방의 특산품이었다.
고려사 『식금론』에는 거란 침입 이후인 1018년과 기근이 발생한 1052년에 구호품에 간장과 된장이 포함되었다고 기록되어 있다. 『기근구제를 위한 간략한 참고서』, 『농장관리의 개정·증강』 등의 조선 문헌에는 양질의 간장과 된장을 위한 메주를 만드는 방법에 대한 상세한 절차가 수록되어 있다.

## 준비
메주는 보통 10월에서 12월 사이, 보통 11월 초 입동 무렵에 만들어진다. 그러나 메주를 만드는 구체적인 시간과 과정은 지역에 따라 다르며, 메주를 만드는 데 사용되는 음식에 따라 다르다. 궁중요리에 쓰는 메주는 음력 4월쯤에 만들었고, 가정요리에 쓰는 메주는 음력 10~12월쯤에 만들었다. 순창에서는 8월과 9월경에 고추장용 메주가 만들어졌다. 전통적으로 함께 생산되는 간장과 된장용 메주는 100% 발효된 콩으로 만들고, 고추장용 메주는 콩에 쌀, 보리, 밀을 섞어 만든다. 밀을 사용하는 경우 대두와 밀의 비율은 6:4이다. 찹쌀을 사용할 경우 콩과 찹쌀의 비율은 5:2로 한다.
콩을 씻어서 하룻밤 정도 불린 후 삶아낸다. 보통 가마솥(가마솥)에 삶지만 시루(찜기)에 넣어 최소 4~5시간, 보통 6~10시간 동안 찌기도 한다. 삶은 콩을 소쿠리(대나무 바구니)에 담아서 뜨거울 때 절구에 찧는다. 약 1.8~3.6리터의 으깬 대두를 덩어리로 쪼개 압축한 후 입방체 또는 구형으로 만들어 메주를 만든다. 그런 다음 메주 벽돌을 서늘하고 그늘진 곳에서 단단해질 때까지 건조시킨다. 벽돌이 굳으면 볏짚으로 집 처마에 묶어 자연 건조하는데, 이때 벼줄기가 메주벽돌에 고초균을 옮긴다. 주로 고초균과 다양한 아스페르길루스 계통의 곰팡이와 박테리아가 메주의 발효를 담당한다. 잘 발효된 메주벽돌은 씻어서 햇볕에 말려 나중에 사용한다.